# Giới phù thủy
Giới phù thủy (tiếng Nga: Профессия: ведьма) là một cuốn tiểu thuyết huyền ảo của nhà văn Olga Gromyko, ra đời năm 2003.

## Nội dung

### Nhân vật
- Volkha Rednaya
- Lyon
- Val (Valisy)
- Ksan Deyanir Perlov (Giáo sư Ksandr)
- Giáo sư Pitrim
- Rycharg
- Kella